# カンパリ・グレープフルーツ
カンパリ・グレープフルーツ（Campari and Grapefrouit）は、リキュールをベースとするカクテルであり、冷たいタイプのロングドリンク（ロングカクテル）に分類される。このカクテルを一言で説明するならば、カンパリのグレープフルーツ・ジュース割りである。似たカクテルとしてスプモーニが挙げられるが、トニック・ウォーターは使わないのがスプモーニとの違いである。

## 標準的なレシピ
- カンパリ（赤） - 45ml[1]
- グレープフルーツ・ジュース - 適量

### 作り方
氷を入れたタンブラー（容量240〜300ml程度）に、カンパリとグレープフルーツ・ジュースを注ぎ、軽くステアする。